# 布施川
布施川（ふせがわ）は、富山県を流れる河川。二級水系片貝川の支流である。

## 地理
富山県黒部市の南側で魚津市とのほぼ境界となり、僧ヶ岳に源を発して北西に流れる。堤防は河口から1kmほどの所で合わさり、実際はやや下流側で河口片貝川本流と合流する。河口の右岸側には大島海岸、石田漁港、石田フィッシャリーナがあり、左岸には経田漁港がある。

## 歴史
魚津市史によれば元々は独立した河川であったが、鎌倉時代（嘉暦2年1326年）の大洪水によって西の片貝川の流路が大きく東にそれて布施川の流路が奪われ、片貝川の支流となったといわれているという。
流域では水が引きやすく、水温も片貝川などと比べると高かったため、古くから流域で集落が出来、水田が作られた

## 支流
- 与茂谷川
- 田籾川
- 小川寺川[8]

## 河川施設
- 布施川ダム（富山県黒部市福平）
- 笠破頭首工（富山県黒部市笠破）

### 発電所
- 北陸電力布施川発電所

## 橋梁
道路橋梁
蔵の下橋、池吉橋、内生谷橋、布施爪橋、中陣橋、布施川橋梁（新川広域農道）、布施川橋（北陸自動車道）、布施川中橋、ふるさと橋、布施川橋、布施橋、犬山橋、白鷹橋（国道8号）、落合橋
鉄道橋梁
JR北陸新幹線、あいの風とやま鉄道線、富山地方鉄道本線

## 水産資源
黒部川内水面漁業協同組合による鮎の放流事業が継続して行われている。
鮎、岩魚などが採れる。地元だけでなく県外からの釣り人が多い。

## 流域の自治体
富山県
黒部市、魚津市

## ギャラリー

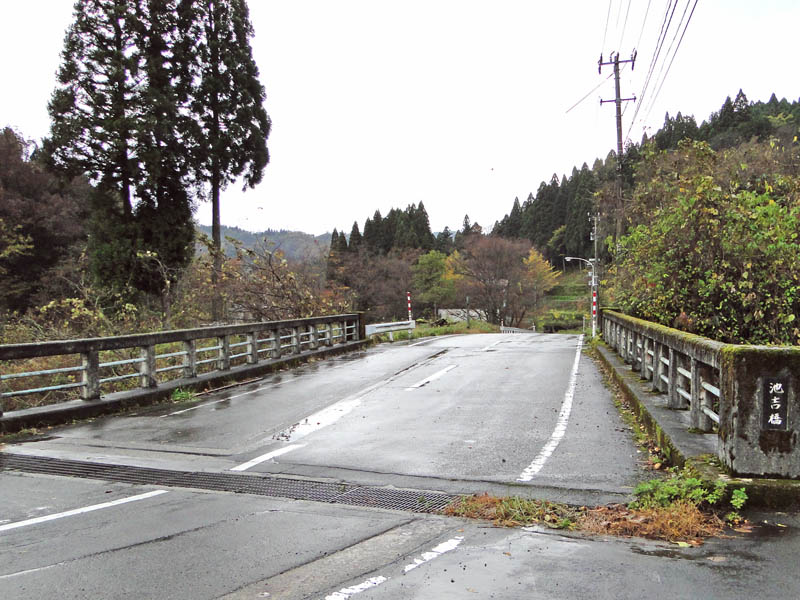
池尻地内の池吉橋
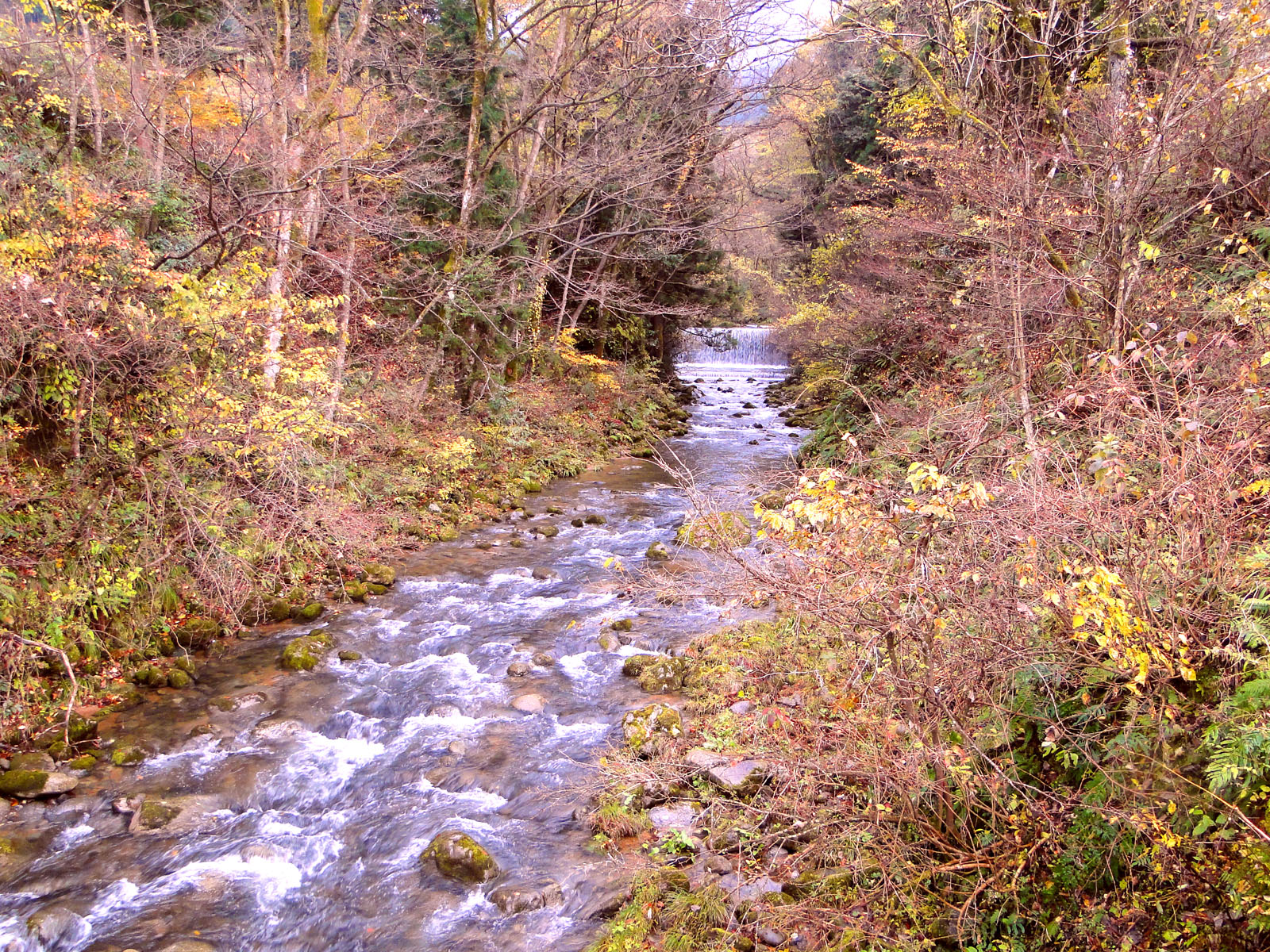
池吉橋から上流部の砂防堰堤を見る
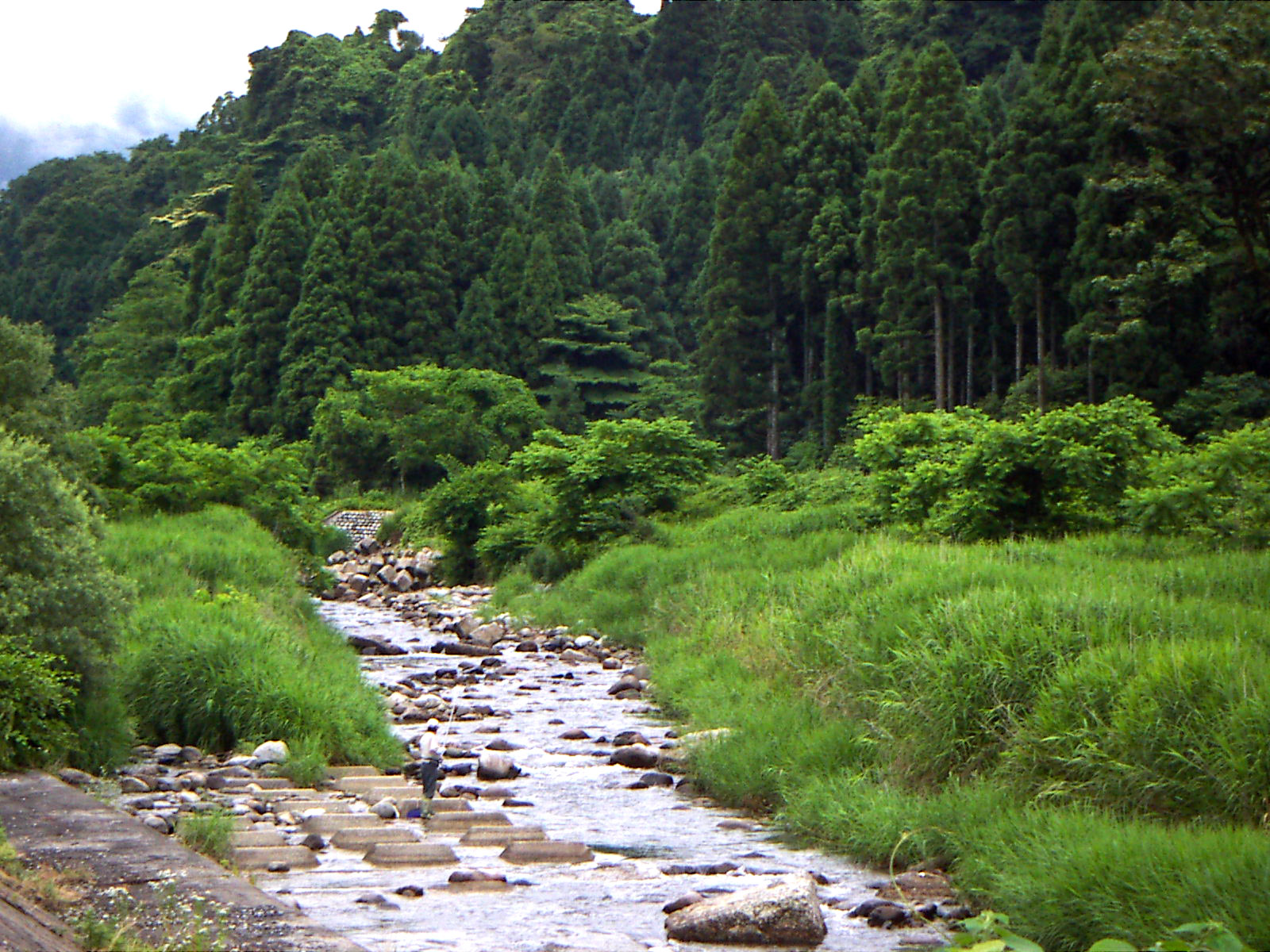
内生谷地内の釣り人、右岸が魚津市
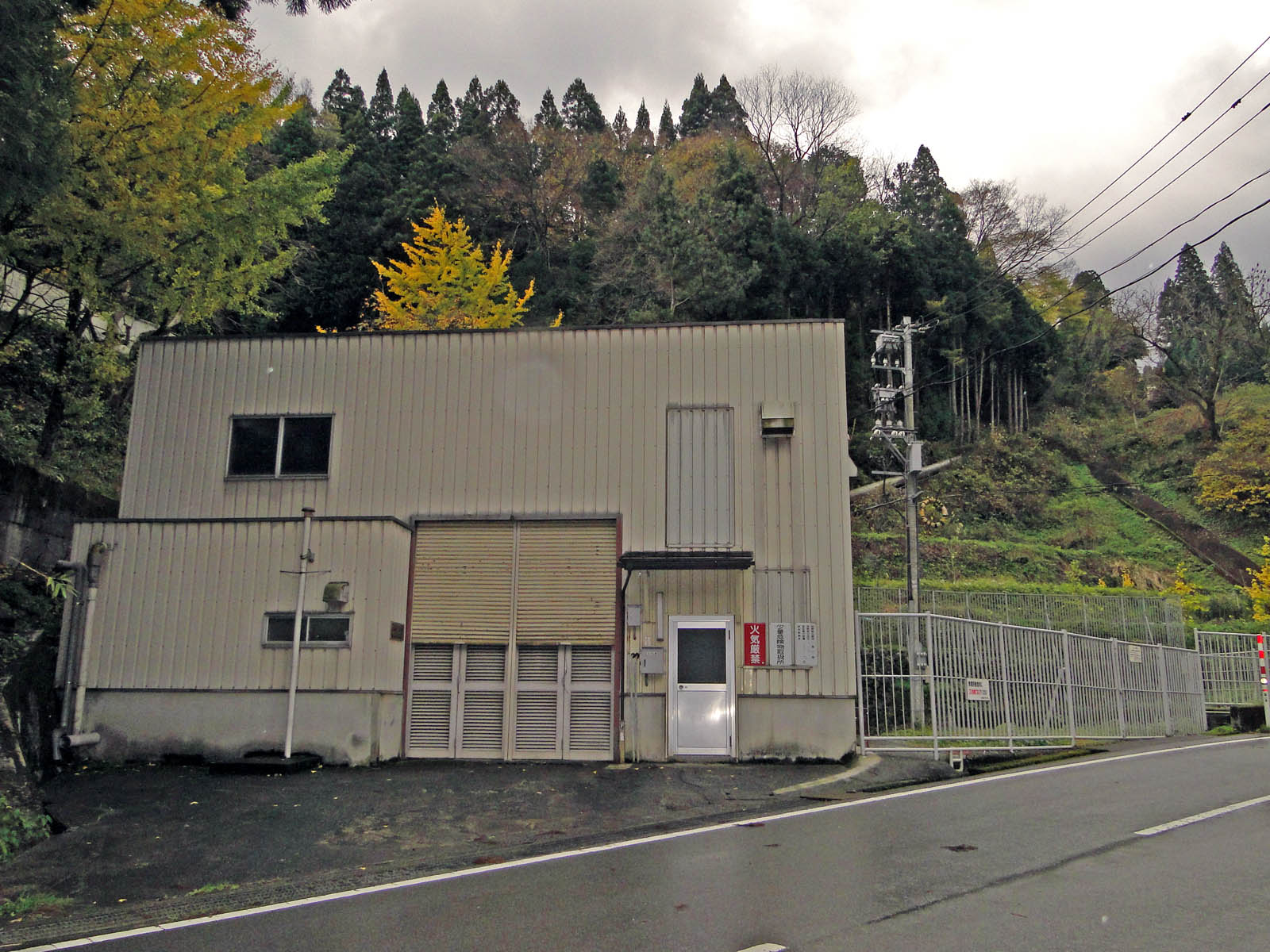
布施川発電所
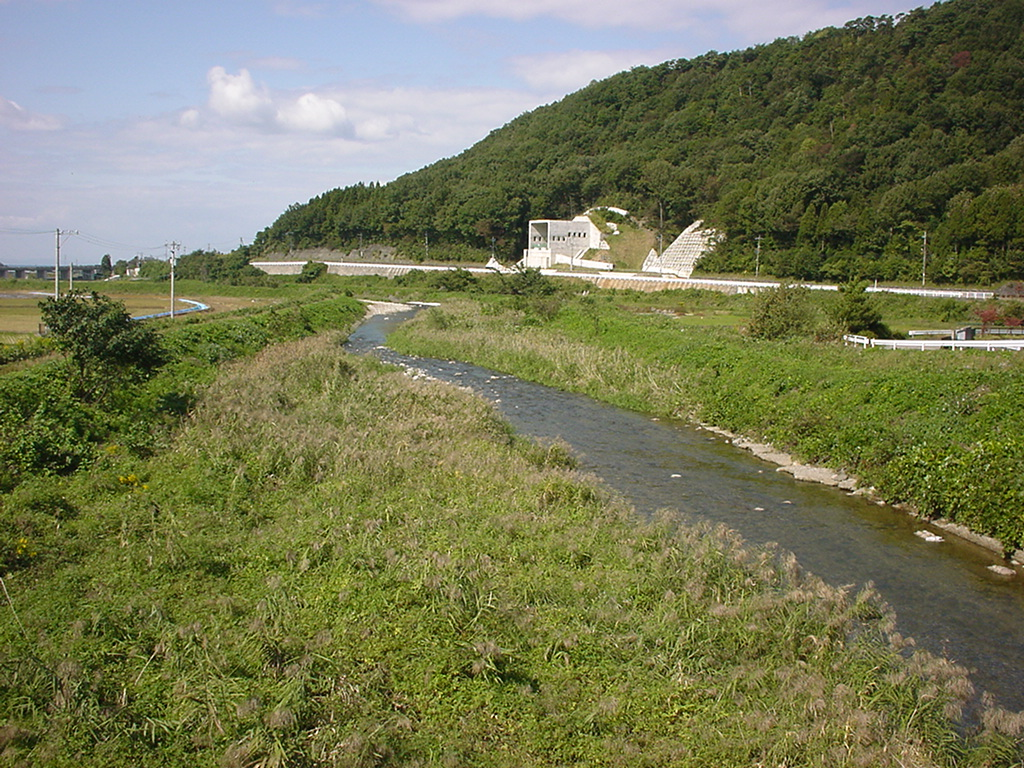
布施川 黒部市中陣
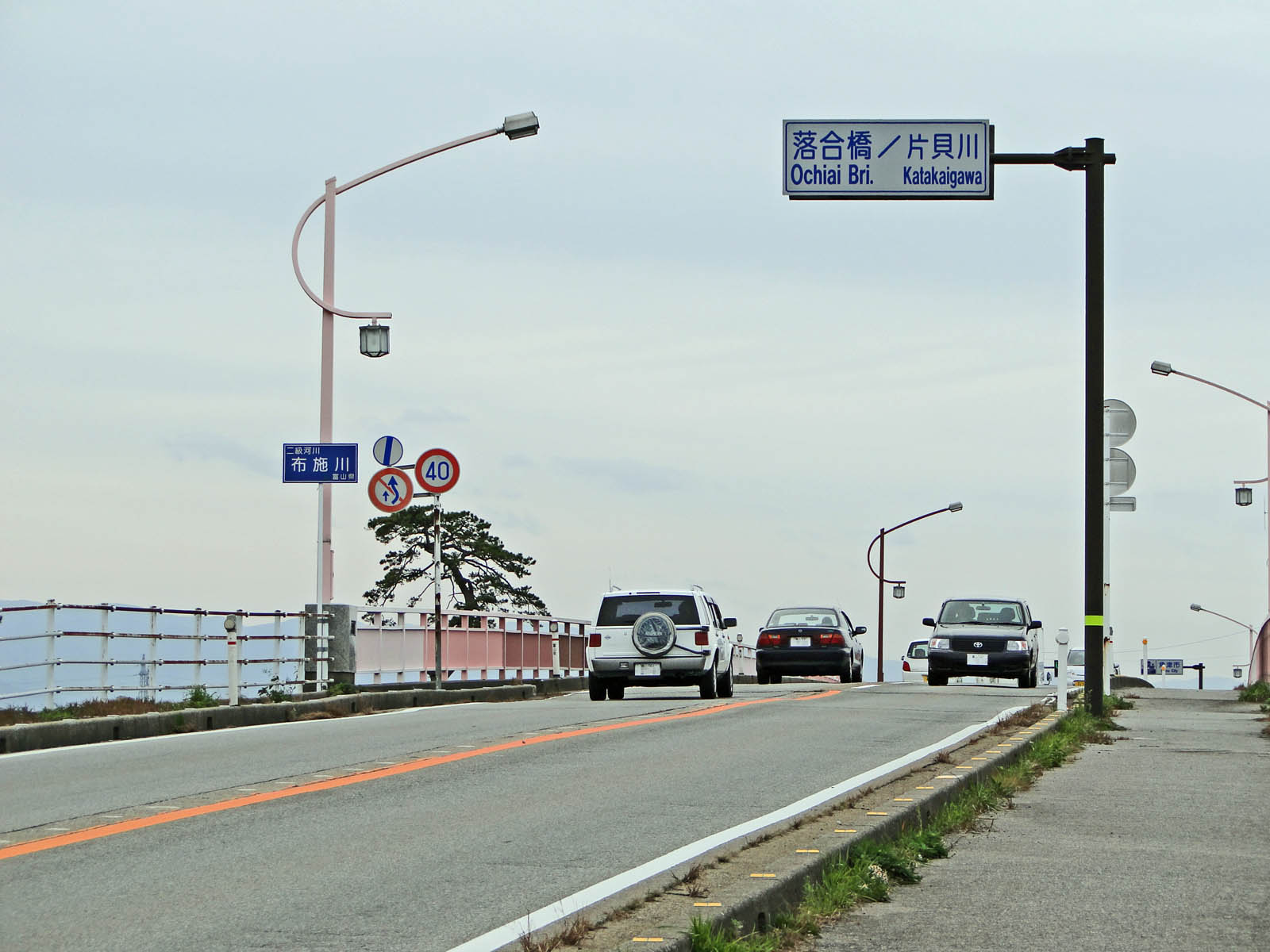
落合橋　布施川と片貝川を渡る
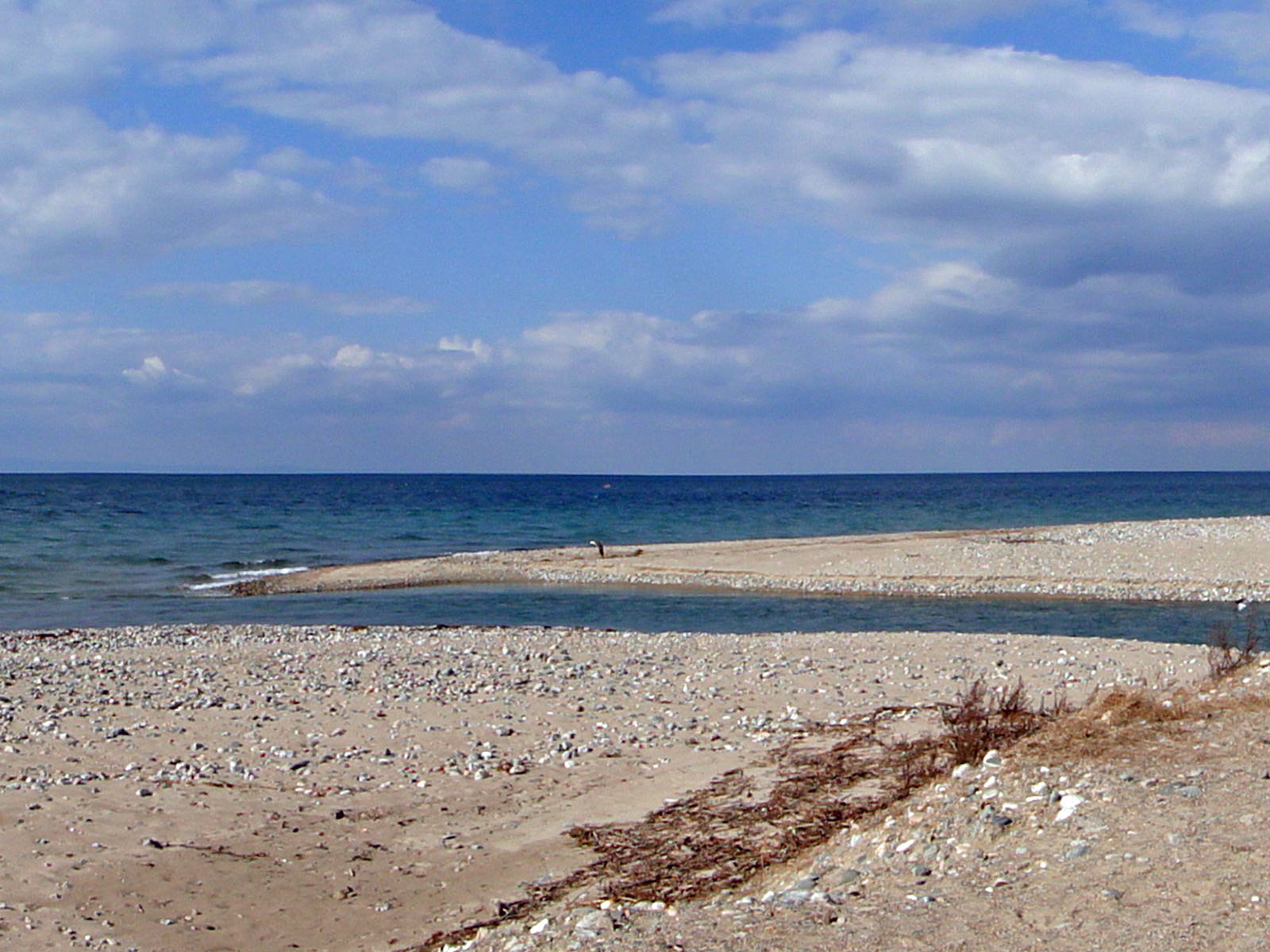
片貝川河口左岸から
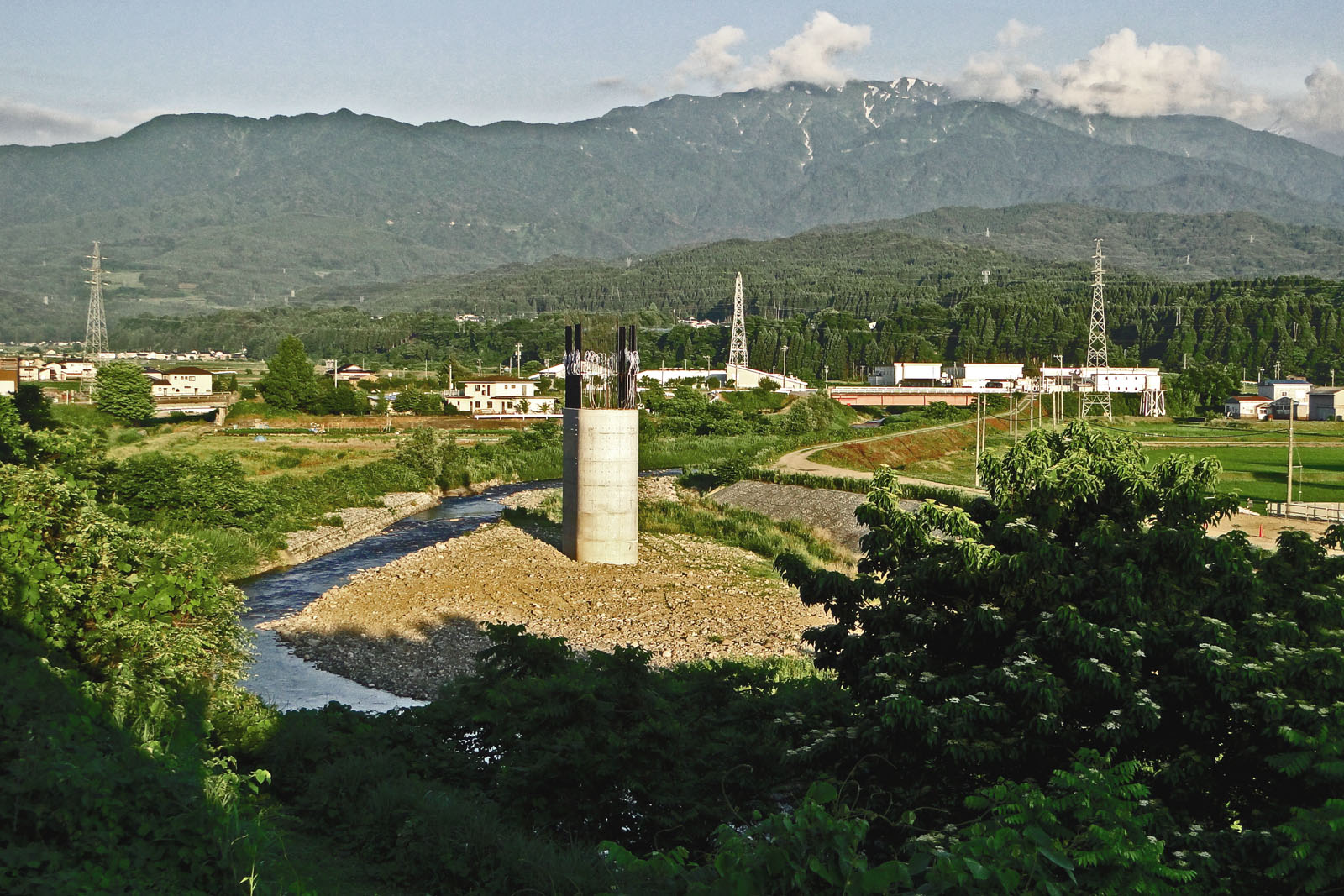
新幹線橋梁建設現場